# يمنى فريد
يمنى فريد (مواليد 28 يونيو 1983) هي لاعبة تنس مصرية متقاعدة.
وصلت يمنى إلى تصنيف 607 في الفردي، و480 في الزوجي، وهو أعلى تصنيف في WTA، وكلاهما تحقق في 2003. فازت في حياتها الإحترافية بلقب زوجي واحد في ITF.
مثلت مصر في كأس فيد، يمنى لدياه سجل فوز – خسارة 9–19.

## سيرتها
ولدت يمنى في الإسكندرية، وبدأ تلعب التنس في سن الثانية عشرة؛ كان سطحها المفضل هو الترابى.
كانت لديها مسيرة إحترافية ناجحة، حيث فازت بستة ألقاب فردي، وخمسة ألقاب زوجية في دائرة الناشئين في الـ ITF. وهي صغيرة كان تصنيفها في المرتبة 38 على مستوى العالم، وأنهت مسيرتها المهنية برقم قياسي بلغ 80–45.
شاركت فريد في WTA Tour في بطولة دريم لاند مصر كلاسيك 1999، في بطولة الزوجي بمشاركة مروة الاني. إعتزلت لعبة التنس في عام 2006.
قادت يمنى مهمة تدريب منتخب مصر تحت 16 سنة بجانب أحمد علاء في عام 2019،وكان يضم هانيا أبو السعد، وماريا شارل، وحلا السقا، وياسمين مصطفي، وأربعة لاعبين وهم:عبد الرحمن حسن، ويوسف صادق، وكريم إبراهيم، ومايكل صبحي.

## نهائيات الـ ITF
| عنوان تفسيري         |
| -------------------- |
| بطولات 50,000 دولار  |
| البطولات 25000 دولار |
| بطولات 10000 دولار   |

| النهائيات حسب السطح |
| ------------------- |
| صلب (1–1)           |
| ترابى (0–0)         |

| حصيلة  | التاريخ        | الموقع         | السطح | الشريك       | الخصم                        | نتيجة         |
| ------ | -------------- | -------------- | ----- | ------------ | ---------------------------- | ------------- |
| الخاسر | 25 أكتوبر 2003 | لاغوس، نيجيريا | الصلب | هايدي الطباخ | ريبيكا داندينيا ميشيل سنيمان | 5-7، 3-6      |
| الفائز | 2 نوفمبر 2003  | لاغوس، نيجيريا | الصلب | هايدي الطباخ | ليزان دو بليسيس نهى محسن     | 6-1، 5-7، 6-1 |

## نهائيات الـ ITF للناشئين
| الفئة G1 |
| الفئة G2 |
| الفئة G3 |
| الفئة G4 |
| الفئة G5 |

### الفردي (6-2)
| حصيلة  | #  | التاريخ        | الموقع                  | السطح   | الخصم              | النتيجة           |
| ------ | -- | -------------- | ----------------------- | ------- | ------------------ | ----------------- |
| الخاسر | 1. | 5 سبتمبر 1999  | بيروت، لبنان            | الصلب   | تانيا هيرشاور      | 6-4، 2-6، 1-6     |
| الفائز | 2. | 13 أغسطس 2000  | القاهرة، مصر            | الترابي | نهى محسن           | 6-4، 6-4          |
| الفائز | 3. | 26 أغسطس 2000  | دمشق، سوريا             | الترابي | أماني خليفة        | 3-6، 6-4، 6-1     |
| الفائز | 4. | 3 سبتمبر 2000  | بيروت، لبنان            | الترابي | أماني خليفة        | 6-1، 6-3          |
| الفائز | 5. | 22 سبتمبر 2000 | القاهرة، مصر            | الترابي | الكسندرا كوستيكوفا | 6-4، 6-3          |
| الفائز | 6. | 3 مارس 2001    | بندر سري بكاوان، بروناي | الصلب   | أماني خليفة        | 6-3، 6-3          |
| الفائز | 7. | 7 أبريل 2001   | تونس، تونس              | الترابي | سيلفيا مونتيرو     | 6-1، 6-7 (2)، 6-3 |
| الخاسر | 8. | 15 أبريل 2001  | تونس                    | الترابي | كارين كوتزي        | 2-6، 1-6          |

### الزوجي (5-2)
| حصيلة  | #  | التاريخ       | الموقع       | السطح   | الشريك      | الخصم                           | النتيجة       |
| ------ | -- | ------------- | ------------ | ------- | ----------- | ------------------------------- | ------------- |
| الخاسر | 1. | 21 أغسطس 1998 | الجيزة ، مصر | الترابي | دينا خليل   | سهام - سمية بن ناصر فريل الصغير | 5-7، 2-6      |
| الفائز | 2. | 5 سبتمبر 1999 | بيروت، لبنان | الصلب   | داليا قطري  | كيري آن نورث كارين هايفيلد      | 3-6، 6-3، 6-1 |
| الفائز | 3. | 13 أغسطس 2000 | القاهرة، مصر | الترابي | داليا قطري  | نسرين حجبان مريم لحلو           | ث / س         |
| الفائز | 4. | 18 أغسطس 2000 | القاهرة، مصر | الترابي | داليا قطري  | تسنغ تشون نينج وانغ تينغ ون     | 6-3، 6-1      |
| الفائز | 5. | 26 أغسطس 2000 | دمشق، سوريا  | الترابي | أماني خليفة | امل باشا ريم رؤوف               | 6-4، 6-1      |
| الفائز | 6. | 3 سبتمبر 2000 | بيروت، لبنان | الترابي | أماني خليفة | ريم رؤوف سارة صبري              | 7-6 (7)، 6-2  |
| الخاسر | 7. | 15 أبريل 2001 | تونس         | الترابي | أماني خليفة | سناء بن صلاح فريل الصغير        | 6-3، 2-6، 3-6 |

## روابط خارجية
- على موقع رابطة محترفات كرة المضرب
- يمنى فريد في موقع الاتحاد الدولي لكرة المضرب
- يمنى فريد في كأس فيد